# Липаки (Пермский край)
Липаки — деревня в Пермском районе Пермского края. Входит в состав Фроловского сельского поселения.

## Географическое положение
Расположена примерно в 3 км к северо-западу от административного центра поселения, села Фролы, и в 18 км к югу от центра города Перми.

## Население
| 2010 |
| ---- |
| 56   |

## Улицы[2]
- Ключевая ул.
- Лесная ул.
- Полевая ул.
- Раздольная ул.

## Топографические карты
- Лист карты O-40-77 Юг. Масштаб: 1 : 100 000. Состояние местности на 1983 год. Издание 1985 г.